# Vera Cruz (film)
Vera Cruz è un film western del 1954 diretto da Robert Aldrich. Tratto da un soggetto di Borden Chase (pseudonimo di Frank Fowler), il film si caratterizza per le differenti vedute etiche dei due protagonisti e delle attitudini violente che vengono rappresentate.
Il contesto storico è quello del conflitto messicano del 1866, durante l'intervento francese a sostegno dell'imperatore messicano Massimiliano d'Asburgo in opposizione ai repubblicani dell'ex presidente Benito Juárez.

## Trama
A causa di alcune pendenze irrisolte, un ex ufficiale sudista, Benjamin Trane, si dirige in Messico e si unisce a un gruppo di sbandati della guerra di secessione americana guidato da Joe Erin, con l'obiettivo di offrire le proprie capacità militari in qualità di mercenari. I due uomini si differenziano subito per i tratti caratteriali: sensibile e ragionevole il primo e rozzo e spietato il secondo. Raggiunto un paese, il gruppo ingloba altri sbandati americani e riceve una generosa offerta di lavoro per il governo dal Marchese Henry de Labordère e subito dopo dal Generale juarista Ramirez per i rivoltosi. Quest'ultimo fa appello alla nobiltà della causa e minaccia ritorsioni in caso di rifiuto.
Per rompere lo stallo Joe decide di prendere in ostaggio alcuni bambini, forzando i ribelli al ritiro e in seguito accettando l'offerta governativa, dirigendosi a Città del Messico con il marchese. Durante un banchetto l'imperatore Massimiliano I del Messico delinea l'incarico, che consiste nello scortare la contessa Marie Duvarre fino al porto di Veracruz con il sostegno di uno squadrone di lancieri francesi. Joe e Benjamin dimostrano le loro competenze attraverso l'uso della carabina Winchester, sconosciuta ai messicani e decidono di accettare l'incarico a nome di tutto il gruppo per un compenso di 50000 $.
Durante il tragitto i due si accorgono che non è la contessa l'oggetto della scorta, bensì un carico d'oro celato nel doppio fondo della carrozza. L'ammontare totale dell'oro è di tre milioni di dollari, che si scopre essere destinato a Vera Cruz per essere inviato in Europa con lo scopo di acquistare armamenti. Al ritrovamento partecipa anche la contessa Duvarre che cerca un accordo con i due uomini, decidendo però di arrivare alla meta prima di intraprendere altre iniziative. La cospicua protezione alla carrozza viene notata dai rivoltosi, che decidono di organizzare un'imboscata senza successo, nella speranza di recuperare il carico e finanziare la loro rivoluzione. Durante la fuga, la ladra messicana Nina si inserisce nella colonna, conquistando piano piano una buona relazione con Trane e introducendolo alla causa messicana.
Nel frattempo la contessa Duvarre cerca di impossessarsi di tutto l'oro progettando una fuga via mare, ma viene scoperta da Joe, dal quale è attratta, finendo per accordarsi su un futuro in comune. Mentre i due protagonisti fantasticano sull'oro, il marchese de Labordère crea un'esca fuggendo con il carico, sequestrando la contessa e raggiungendo il forte in prossimità di Vera Cruz. Il gruppo di americani decide allora di allearsi al generale juarista Ramirez dietro promessa di compenso. Durante la battaglia il marchese viene ucciso mentre tenta la fuga con l'oro e Joe tradisce la contessa decidendo di scappare con tutto il carico. Ucciso un compagno, si trova faccia a faccia con Trane, il quale lo ammonisce che l'oro è destinato ai ribelli. Erin rimane ucciso dallo scontro con l'amico, il quale si allontana disgustato, andando incontro a Nina, mentre numerose donne prestano cure ai feriti e piangono i propri morti.

## Produzione
Vera Cruz è stata la prima pellicola interamente girata in Messico e Burt Lancaster rivestì anche il ruolo di co-produttore non accreditato del film.

## Curiosità
Il film ha ispirato il famoso western-comico I tre amigos!, diretto dal regista John Landis nel 1986.